# 寳登山神社
寳登山神社（ほどさんじんじゃ、常用漢字体：宝登山神社）は、埼玉県秩父郡長瀞町の宝登山山麓にある神社。旧社格は県社で、現在は神社本庁の別表神社。
秩父神社・三峯神社とともに秩父三社の一社。宝登山山頂には奥宮（おくみや）が鎮座する。

## 祭神
祭神は以下の3柱。
- 神日本磐余彦尊 （かんやまといわれひこのみこと、神武天皇）
- 大山祗神 （おおやまづみのかみ）
- 火産霊神 （ほむすびのかみ）

## 歴史
社伝によれば、景行天皇41年（111年）、天皇の皇子・日本武尊による東征の際、尊が遥拝しようと山頂に向っていると巨犬が出てきて道案内をした。その途中、東北方より猛火の燃えて来るのに遭い、尊の進むことも退くこともできない状態になってしまった。すると巨犬が猛然と火中に跳入り火を消し止め、尊は無事頂上へ登り遥拝することができた。尊は巨犬に大いに感謝したところ、忽然と姿を消した。このことから「火止山」の名が起き、のちに「寳登山」となったという。また巨犬は大山祇神の神犬であった事を知り、防火守護のため火産霊神を拝し、その後山麓に社殿を建て三神を鎮祭した。これが当社の起源であるとされる。
2011年5月に発行の「ミシュラン・グリーンガイド・ジャポン（フランス語版第2版）」において、1つ星に選定された。
相生の松に恋愛成就のご利益があるとされる。

## 摂末社
- 宝玉稲荷神社
- 藤谷淵神社
- 日本武尊社
- 天満天神社
- 招魂社
- 水神社

## 祭事
- 1月
  - 歳旦祭・新年開運祈願祭 （1月1日）

- 2月
  - 建国奉祝祭 （2月11日）
- 3月
  - 産業祈年祭 （3月1日）
- 4月
  - 例大祭 （4月3日）
- 5月
  - 奥宮祭 （5月2日）
- 7月
  - 八坂大祭（お祇園） （7月20日）
- 8月
  - 船玉祭 （8月15日）
- 11月
  - 産業感謝祭（新嘗祭） （11月23日）
- 12月
  - 除夜祭 （12月31日）

## 現地情報
所在地
- 埼玉県秩父郡長瀞町長瀞1828

交通アクセス
鉄道
- 最寄駅：秩父鉄道秩父本線 長瀞駅 （徒歩約8分）

車
- 関越自動車道 花園ICから、国道140号を約20分

奥宮（宝登山山頂）まで
- 宝登山ロープウェイで宝登山麓駅から宝登山頂駅へ、山頂駅から徒歩約5分

周辺
- 玉泉寺 -永久元年 (1113年) 創建[10]の旧別当寺